# Première ambassade japonaise en Europe

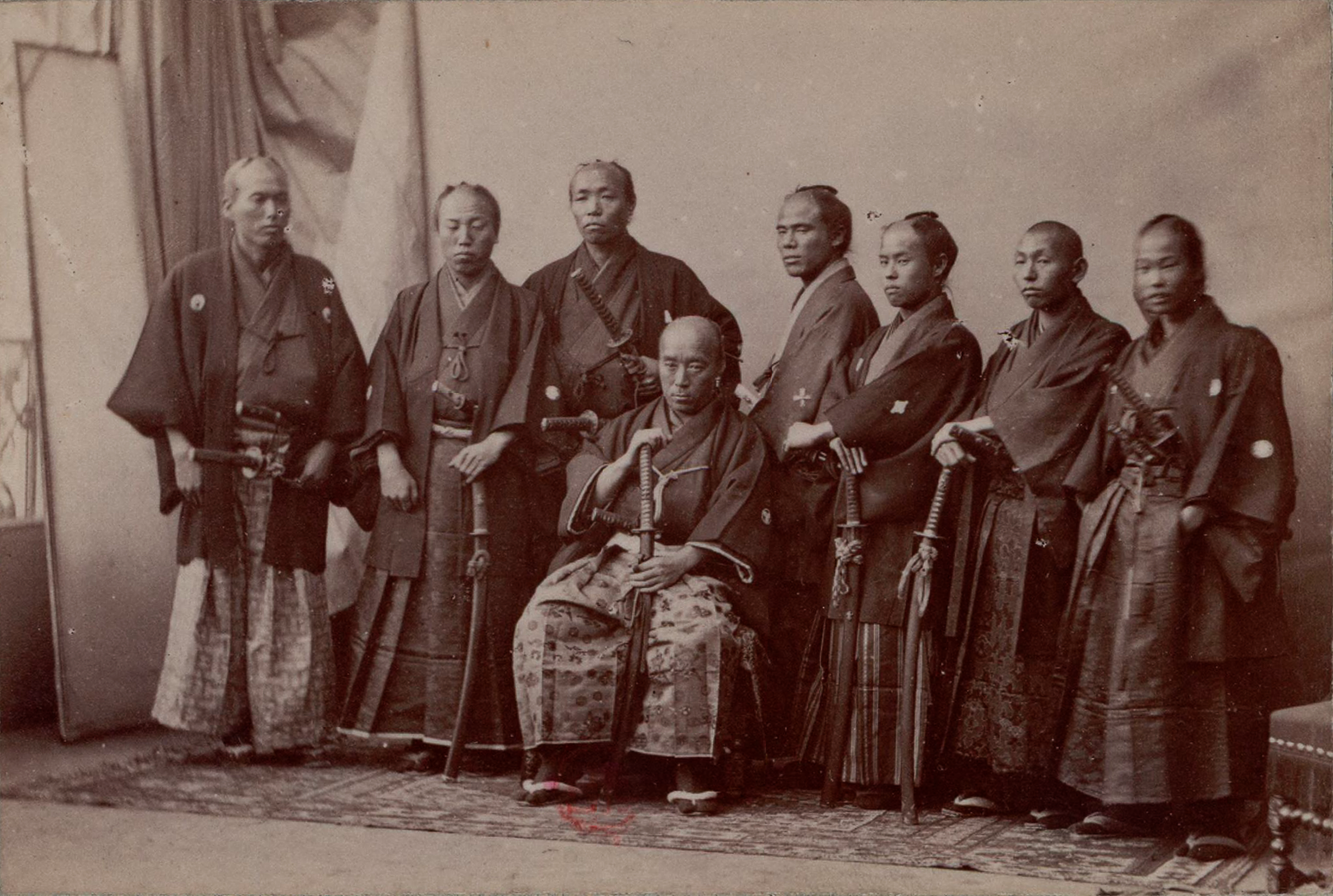
Les membres de la première ambassade japonaise en Europe en 1862, autour de Shibata Sadataro, chef du personnel de mission (assis).

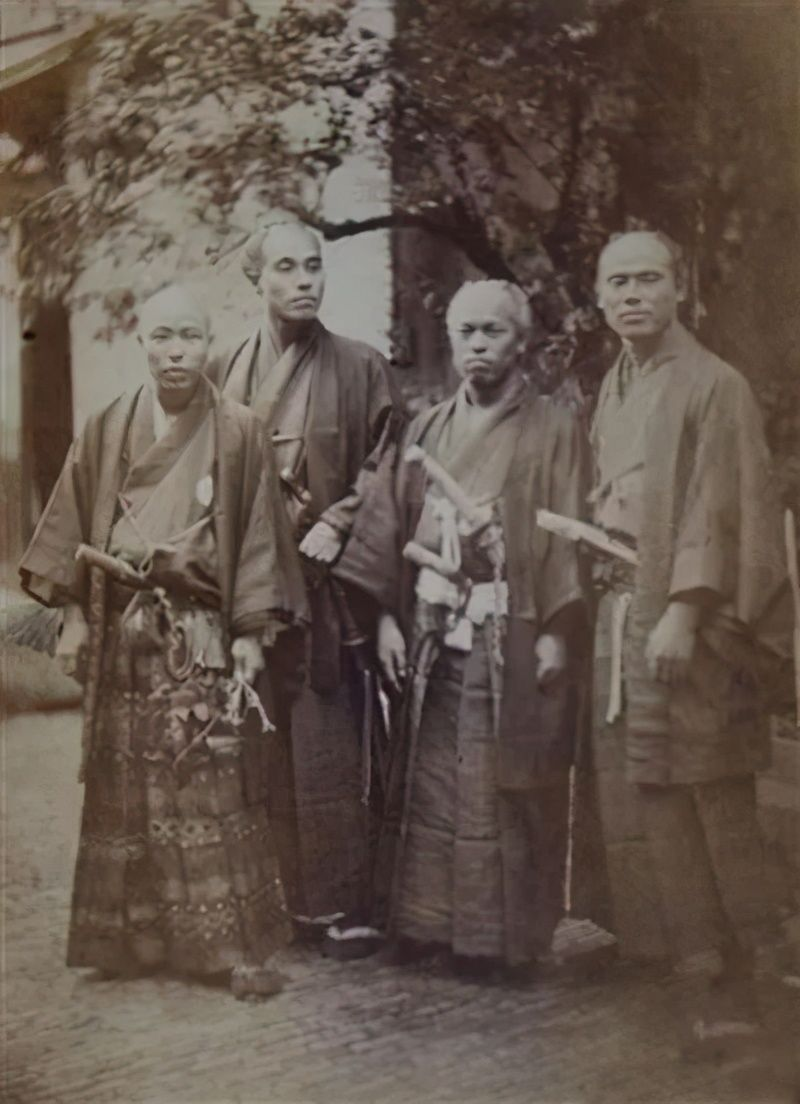
Les membres de l'ambassade à Utrecht. Le deuxième à partir de la gauche est Fukuzawa Yukichi.

La première ambassade japonaise en Europe (1862) (japonais :第１回遣欧使節, et aussi 開市開港延期交渉使節団) est envoyée en Europe par le shogunat Tokugawa en 1862. Le chef de la mission est Takenouchi Yasunori, gouverneur de la province de Shimotsuke (actuelle préfecture de Tochigi) et le chef du personnel de mission est Shibata Sadataro. Parmi les quarante membres de la mission, Fukuzawa Yukichi est un des deux traducteurs.

## Itinéraire
La mission a été envoyée afin d'en apprendre davantage sur la civilisation occidentale, de ratifier des traités et de retarder l'ouverture des villes et des ports au commerce étranger. Les négociations ont eu lieu en France, au Royaume-Uni, aux Pays-Bas, en Prusse, en Russie et finalement au Portugal. 
Les membres de la mission, qui sont restés pendant près d'une année entière, ont été abondamment photographiés par Nadar.
À Londres, la mission visite l'Exposition universelle de 1862. Cinq ans plus tard, le Japon a officiellement participé à l'Exposition universelle de 1867 à Paris.
La mission se conclut par un protocole signé à Londres le 6 juin 1862, qui reconnaît que le Japon a besoin de temps pour « surmonter l'opposition existant actuellement » (référence au sentiment anti-étranger partagé par la population et la cour impériale), et accepte le report de l'ouverture d'Osaka, de Hyogo, Edo et à Niigata de cinq ans, c'est-à-dire au 1er janvier 1868.   
Bien qu'inconnu des autorités japonaises à ce moment-là, Hasekura Tsunenaga les avait précédés de plus de 200 ans en tant que premier envoyé japonais officiel en Europe.

## Galerie d'images

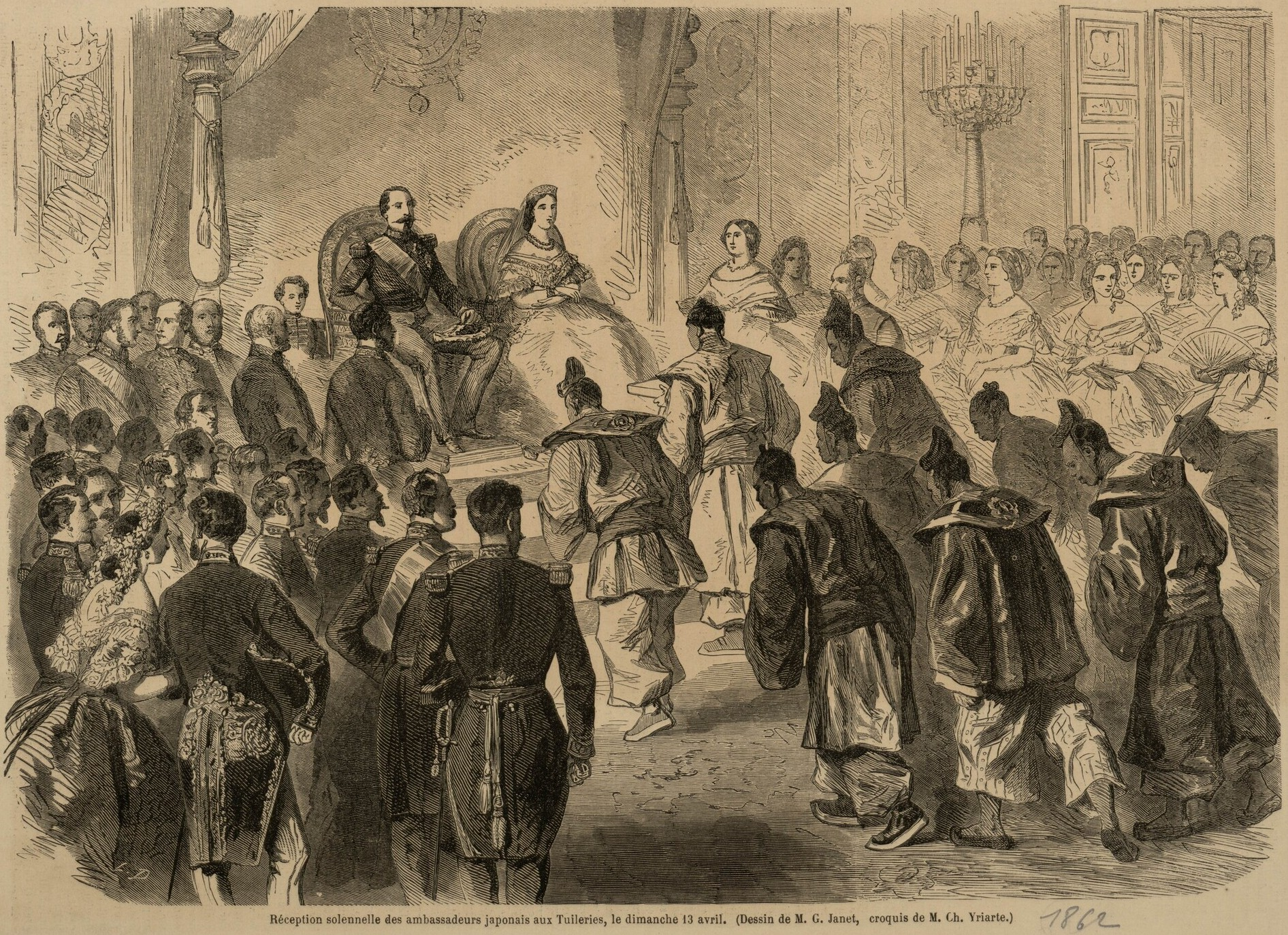
La réception des ambassadeurs japonais par Napoléon III en 1862.
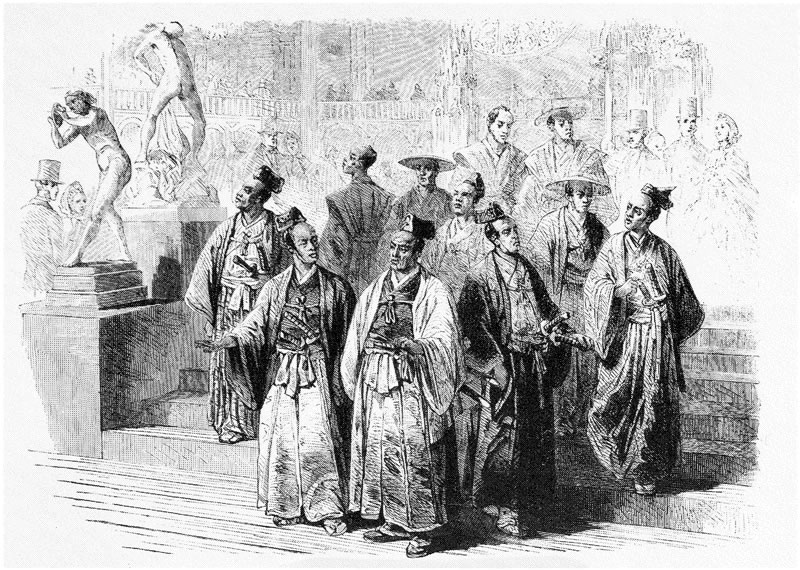
Les membres de l'ambassade du Japon en visite à l'Exposition universelle de 1862 à Londres, dans l' Ilustrated London News.
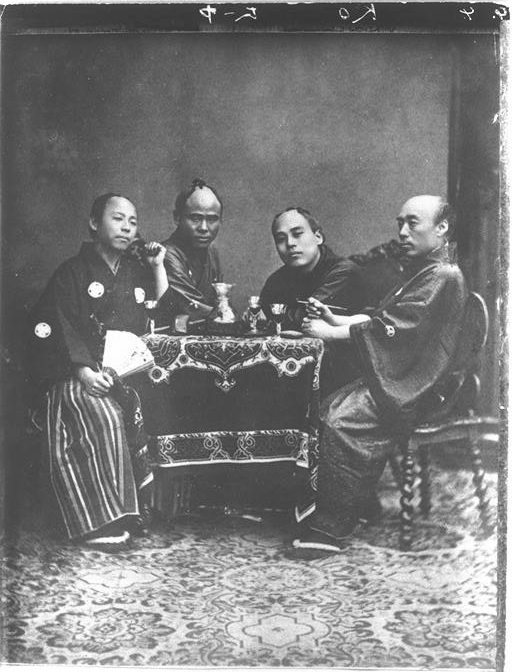
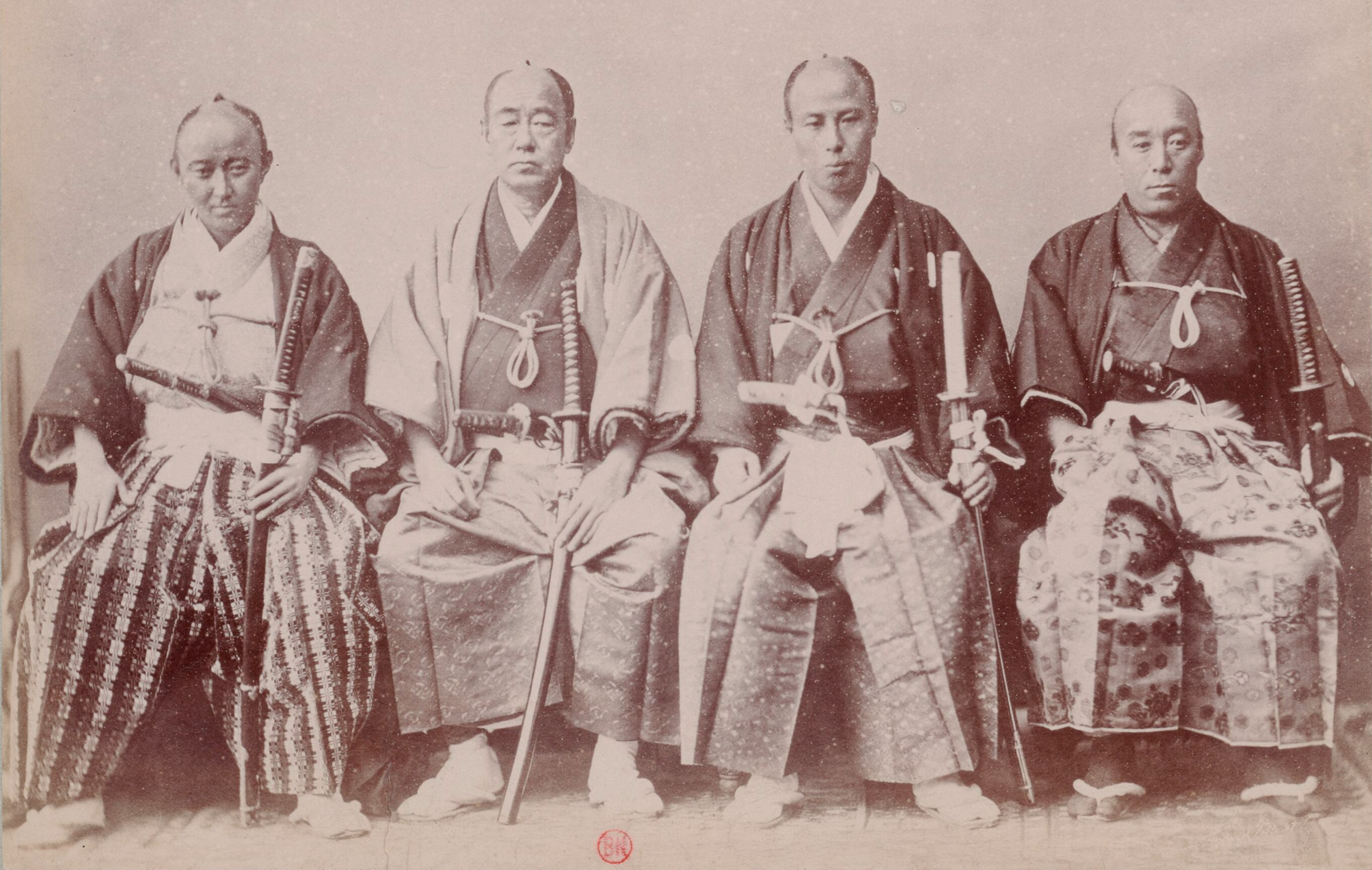
Les principaux membres de l'ambassade.

## Source de la traduction
- (en) Cet article est partiellement ou en totalité issu de l’article de Wikipédia en anglais intitulé « First Japanese Embassy to Europe (1862) » (voir la liste des auteurs).